# Capivari do Sul
Capivari do Sul är en kommun i Brasilien.   Den ligger i delstaten Rio Grande do Sul, i den södra delen av landet, 1 600 km söder om huvudstaden Brasília. Antalet invånare är 3 890.
Trakten runt Capivari do Sul består till största delen av jordbruksmark. Runt Capivari do Sul är det glesbefolkat, med 8 invånare per kvadratkilometer.